# Théâtre du Vaudeville (Parijs)
Het Théâtre du Vaudeville is een van de oudste theaters in Parijs, het is in de loop van 200 jaar gevestigd geweest op 3 locaties.

## Chronologie
In 1792 werd in het bestaande gebouw van het Petit Pantheon (Vauxhall d'Hiver) ontworpen door Albert Lenoir (1801 - 1891) het theater geopend. Het bevond zich aan de
rue de Chartres-Saint-Honoré in het eerste arrondissement tegenover het Palais-Royal.

### 1792 tot 1839
Het theater bracht in deze jaren tientallen producties per jaar, meestal Vaudeville-voorstellingen uit eigen repertoire en opgeluisterd door het Vaudeville-orkest.
Men richtte zich op het grote publiek met komische acts en bekende melodieën. Tijdens het eerste Franse Keizerrijk  (1804-1814) tot 1830 waren stukken 
van politieke aard verboden, men richtte zich toe voornamelijk op komedies met  historische personen. (bijv. Le tambour et la vivandière, de Tamboer en de Marketentster, 1813)
In 1830 werd de naam Le Théâtre National, hoe lang deze naam heeft bestaan is onbekend.

### 1839 tot 1869
Een brand verwoestte in de nacht van 16 op 17 juli het gehele gebouw (lezing Henry Buguet, 1874) volgens Victor Hugo was het in juni 1839.
Het theater vestigde zich tijdelijk in het Café-Spectacle, dat zich in de Bazaar bevond, de ruimte was te klein en de huur exorbitant hoog.
Dankzij het succes van de Passé Minuit en du Plastron hield men het vol tot het moment waarop de Opéra-Comique vertrok uit het Théâtre des Nouveautés (ook wel Salle de la Bourse genoemd),
op 16 mei 1840. De volgende dag trok de Vaudeville erin . 
In 1852 werd het stuk  La Dame aux Camélias van Alexandre Dumas voor het eerst opgevoerd en in de daarop volgende tijd waren er meer dan 100 uitvoeringen.  
Giuseppe Verdi was bij één daarvan toeschouwer en schreef op basis van deze voorstelling zijn wereldberoemde opera La Traviata.

### 1869 tot heden (2019)
In de jaren 1867 tot 1860 werd een geheel nieuw theatergebouw ontworpen en gebouwd aan de boulevard des Capucines, een ontwerp van Auguste-Joseph Magne.
De vier kariatiden op de gevel (tweede verdieping) symboliseren de waanzin, de komedie, de satire en de muziek, zijn het werk van de Franse beeldhouwer  Jules Salmson (1823-1902).
De constructie van het theater inclusief de aangrenzende huizen tot aan de rue Meyerbeer, gestart in januari 1867, was voltooid op 18 april 1869.
De opening van de nieuwe hal vond plaats op 23ste van dezelfde maand, het theater en de bijgebouwen beslaan een oppervlakte van 1360 vierkante meter.
De inauguratie bestond uit: Proloog door Léon Supersac, Le Contrat (comedie in 2 aktes, Henri Meilhac), Les Oublieuses (komedie in 1 akte), Edmond Gondinet Le Choix d'un Gendre (komedie in 1 akte, Labiche en Delacour).
In  1927 werd het theater overgenomen door Paramount die er een bioscoopzaal de Paramount Opéra van maakte die vanaf 31 oktober 2007 de Opera Gaumont heet.

## Afbeeldingen

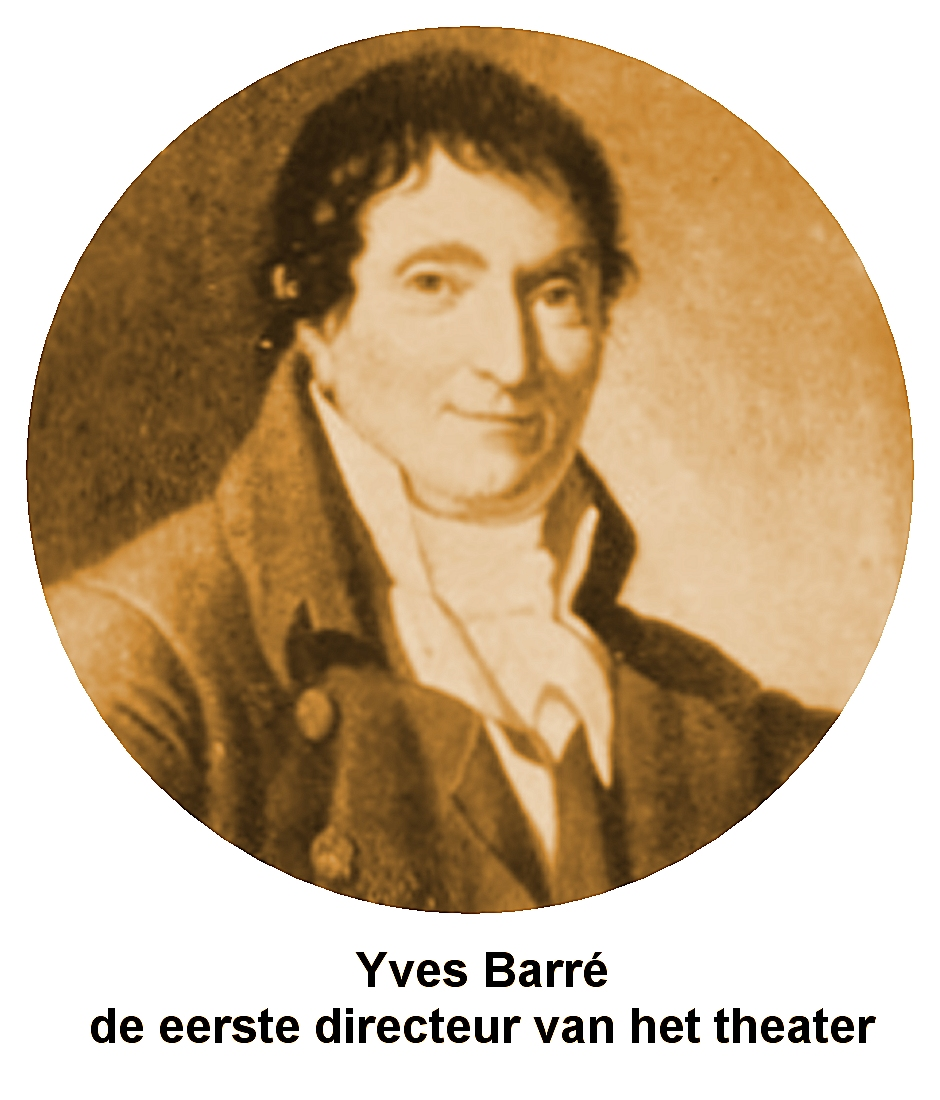
Barré
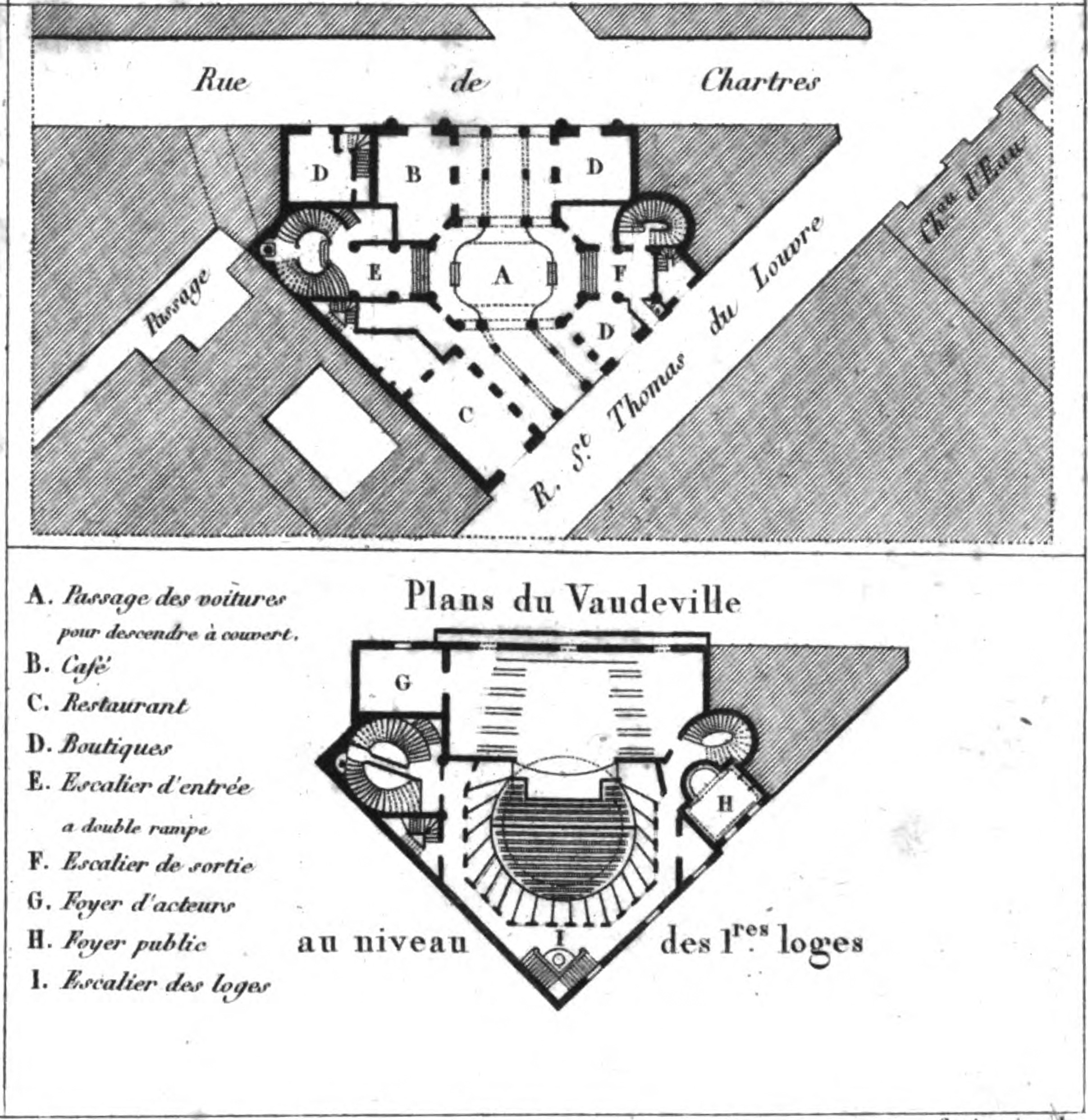
Rue de Chartres, 1837, plattegrond
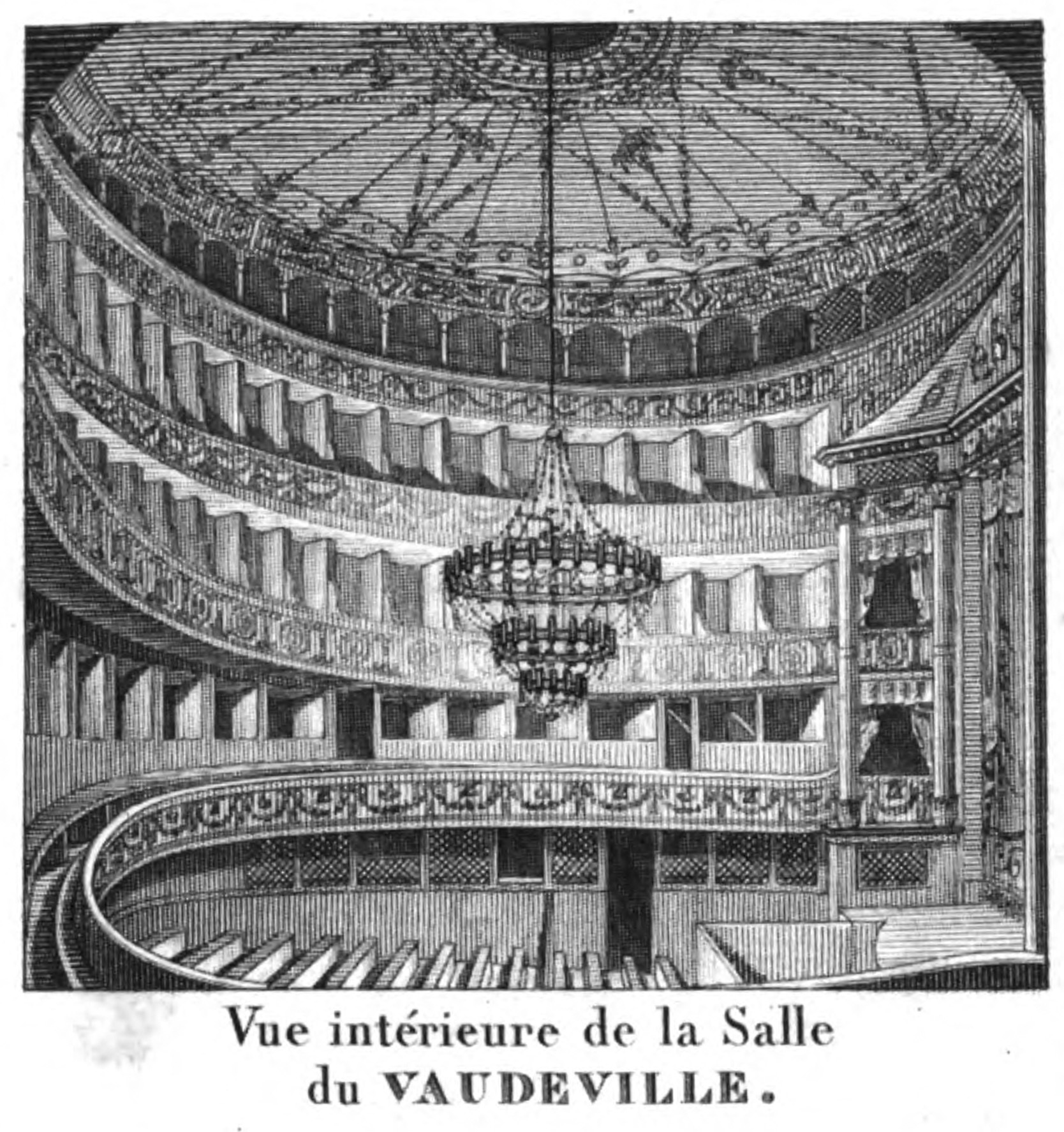
interieur Rue de Chartres
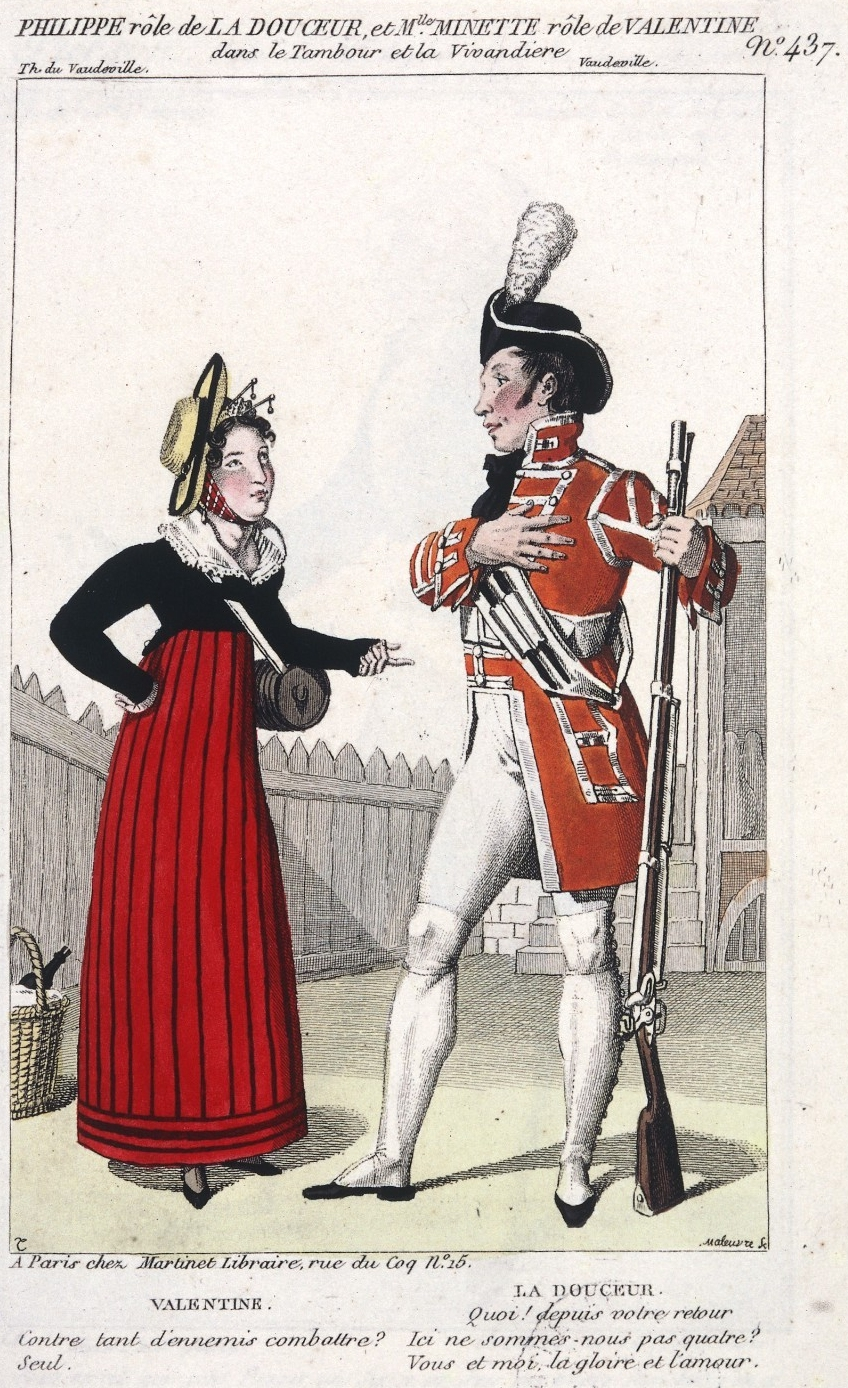
Le tambour et la vivandière, 1814
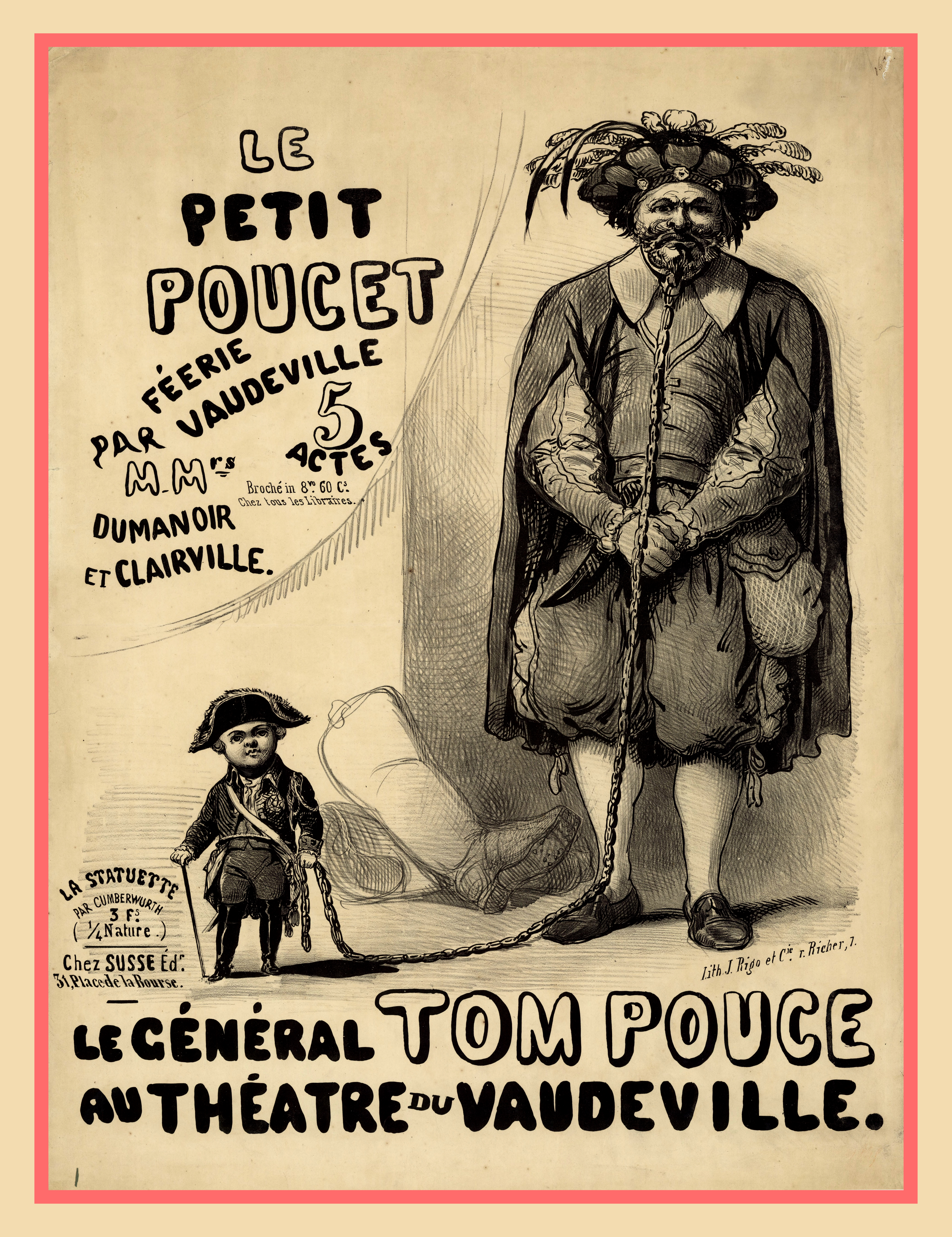
Affiche 1845
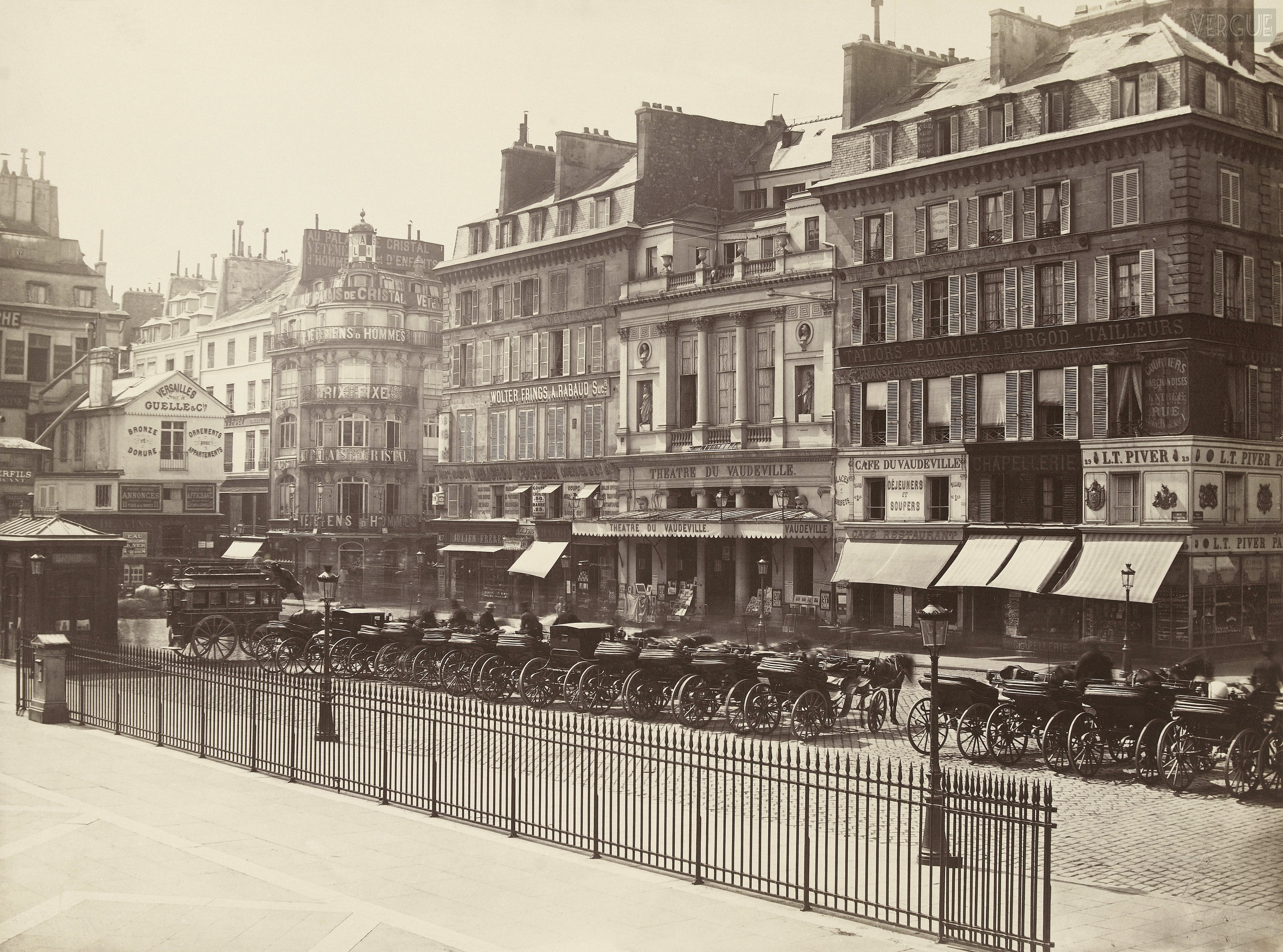
37 bis rue-vivienne
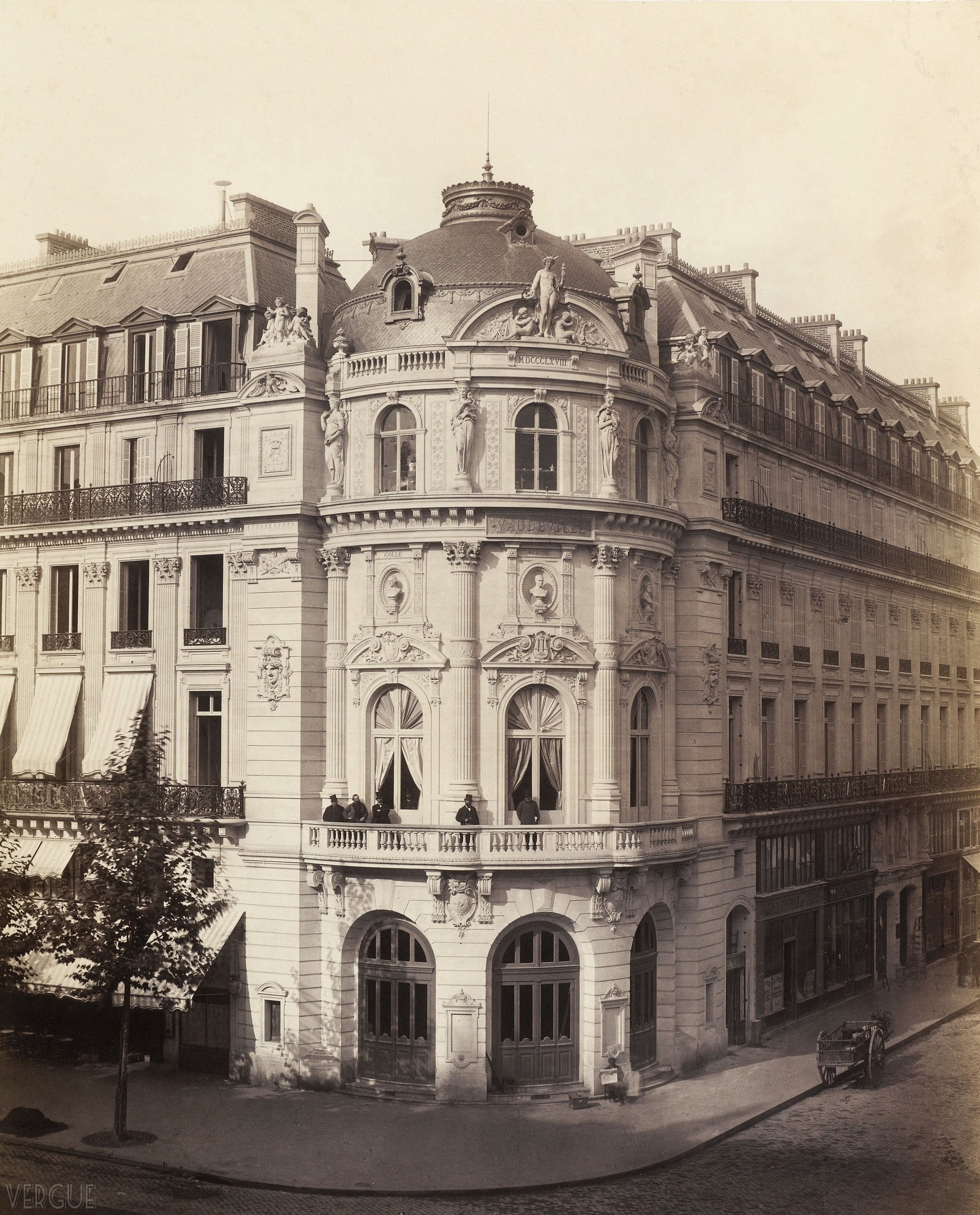
1868, Een van de personages op het balkon is ongetwijfeld de architect, Auguste Magne (1816-1885)
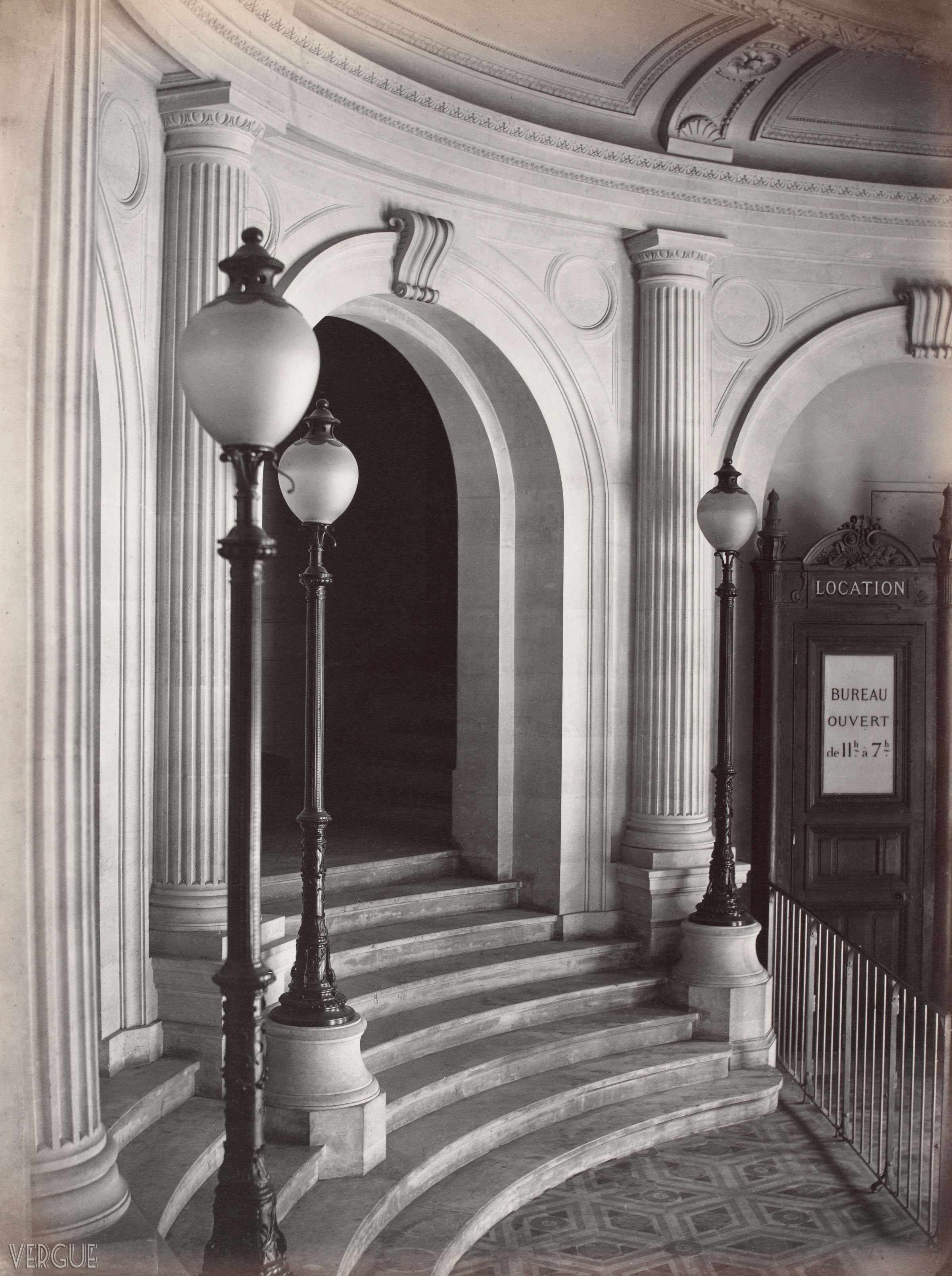
Hal
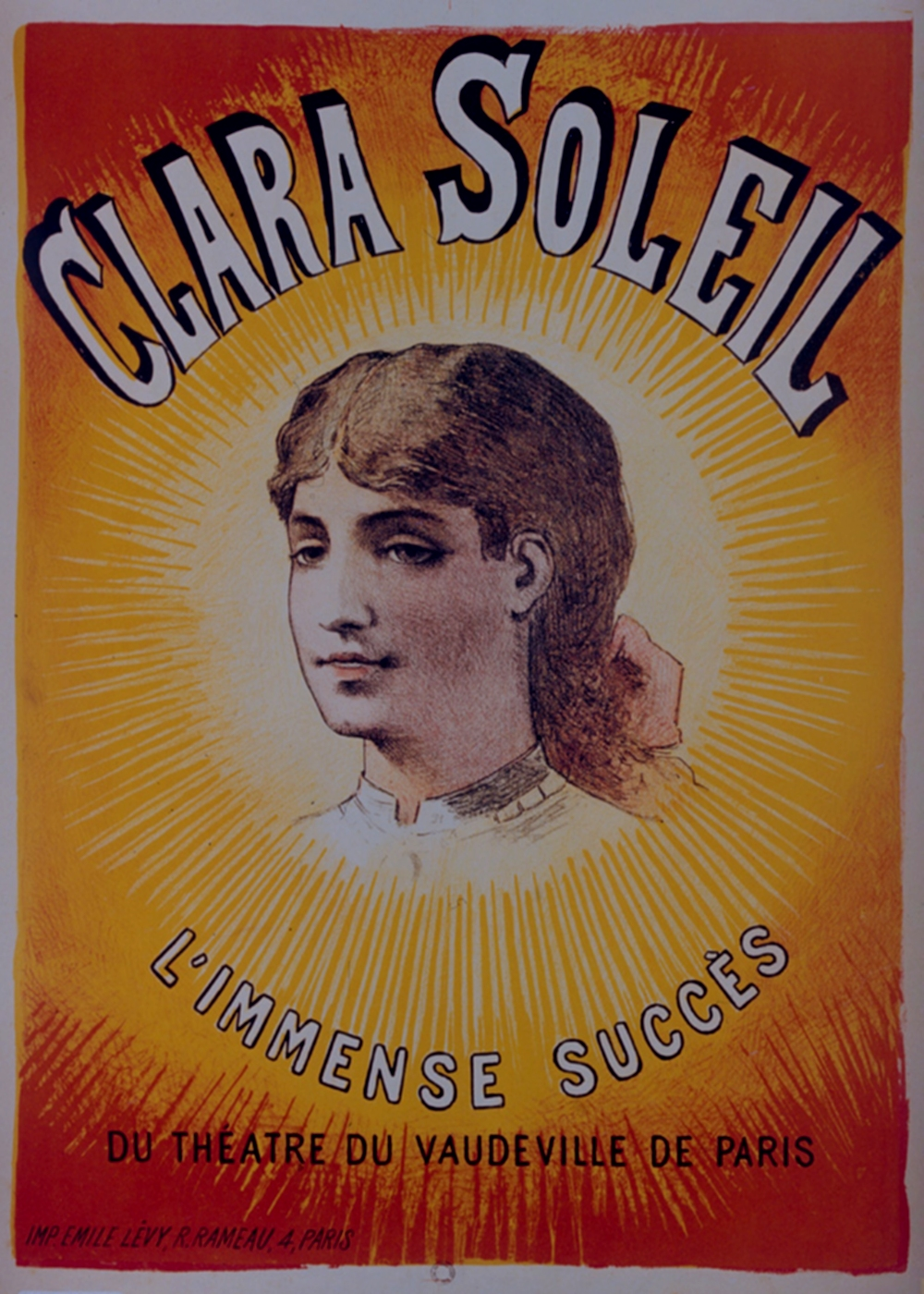
Affiche 1885
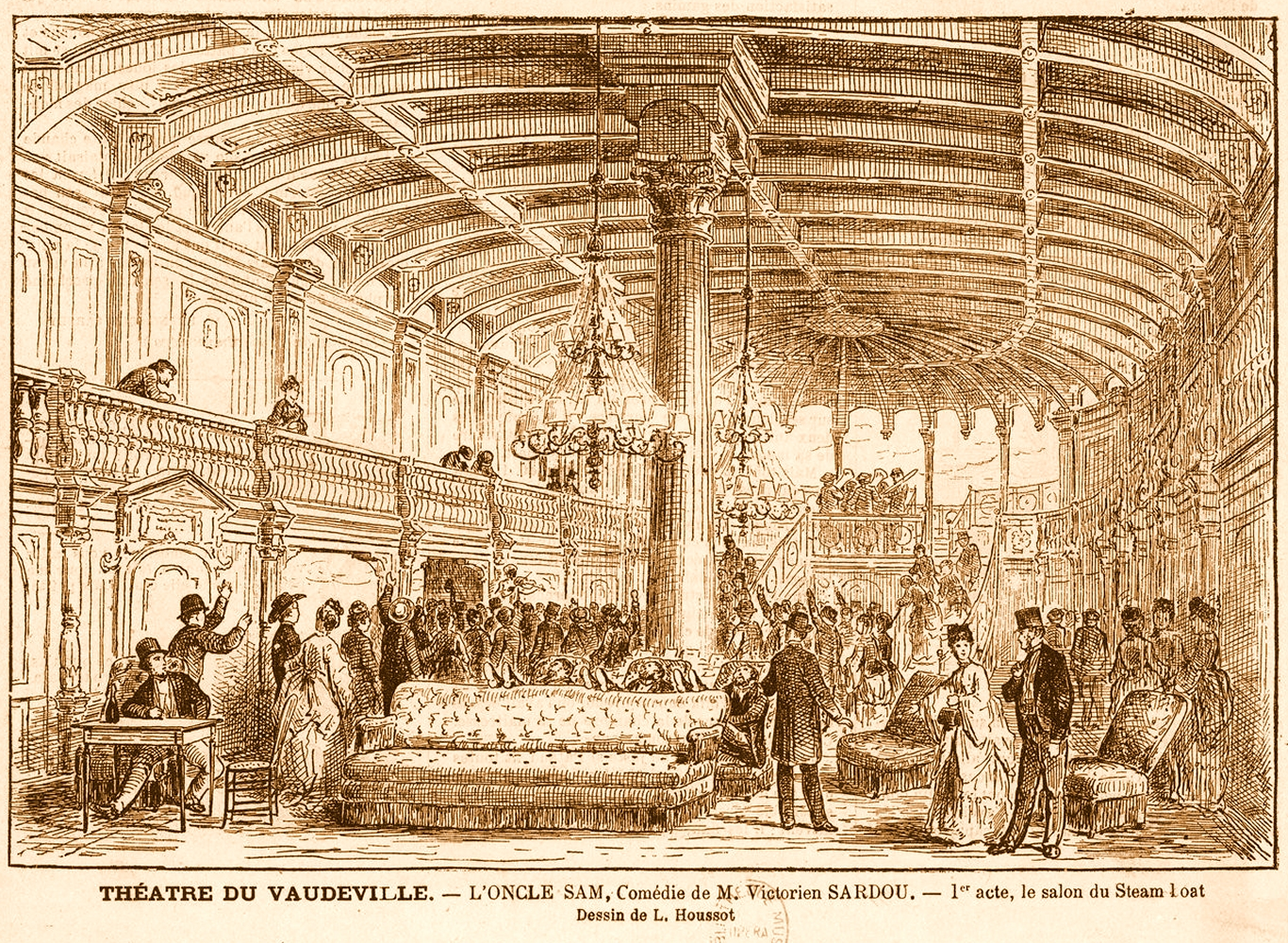
L'oncle Sam
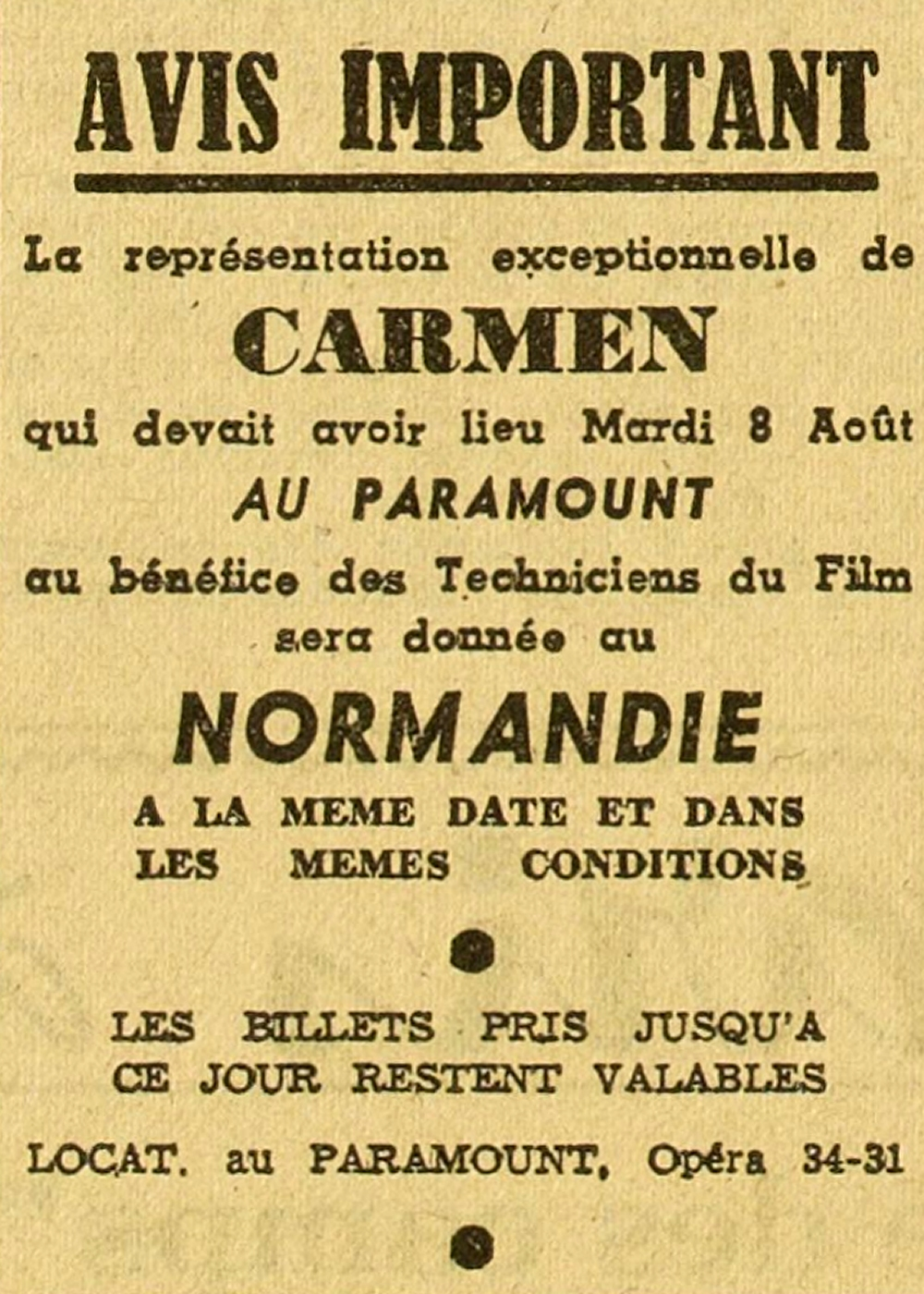
Paris-midi 08-08-1944

- Gemeinsame Normdatei: 1085979423
- Système universitaire de documentation: 178903337